# Thiago Nuss
Thiago Nuss (Cañuelas, Buenos Aires, Argentina; 2 de febrero de 2001) es un futbolista argentino. Juega de delantero en O. F. I. Creta F. C. de la Superliga de Grecia.

## Trayectoria
Nuss jugó en las inferiores de Deportivo Español y el 26 de febrero de 2019 logró su debut en la Primera B, ingresando a los 13 minutos del segundo tiempo por Nicolás Lugli en el empate a 1 frente a Talleres de Remedios de Escalada. En su tercer partido como profesional, convirtió su primer gol, siendo a los 38 minutos del segundo tiempo, dándole la victoria a su equipo contra Flandria. El 18 de mayo convirtió su primer doblete, logrando la victoria de Deportivo Español por 2-1 sobre Comunicaciones. A pesar de sus buenas actuaciones, el equipo descendió a la Primera C, dónde el juvenil disputó 12 partidos y convirtió 3 goles.
En diciembre de 2019, Nuss se convirtió en jugador de Argentinos Juniors, de la Superliga Argentina. El Bicho compró el 70% del pase, mientras que el 30% restante se lo quedó el Gallego. Goleador de raza cumpliendo con su cuota goleadora en los primeros partidos en el bicho

## Estadísticas

### Clubes
Actualizado hasta su último partido disputado el 17 de mayo de 2025.
| Club                            | Div.          | Temporada     | Liga  | Liga  | Liga   | Copas nacionales | Copas nacionales | Copas nacionales | Copas internacionales | Copas internacionales | Copas internacionales | Total | Total | Total  |
| Club                            | Div.          | Temporada     | Part. | Goles | Asist. | Part.            | Goles            | Asist.           | Part.                 | Goles                 | Asist.                | Part. | Goles | Asist. |
| ------------------------------- | ------------- | ------------- | ----- | ----- | ------ | ---------------- | ---------------- | ---------------- | --------------------- | --------------------- | --------------------- | ----- | ----- | ------ |
| Deportivo Español Argentina     | 3.ª           | 2018-19       | 12    | 3     | 0      | —                | —                | —                | —                     | —                     | —                     | 12    | 3     | 0      |
| Deportivo Español Argentina     | 4.ª           | 2019-20       | 12    | 2     | 0      | —                | —                | —                | —                     | —                     | —                     | 12    | 2     | 0      |
| Deportivo Español Argentina     | Total club    | Total club    | 24    | 5     | 0      | 0                | 0                | 0                | 0                     | 0                     | 0                     | 24    | 5     | 0      |
| Atlético Rafaela Argentina      | 2.ª           | 2020          | 1     | 0     | 0      | —                | —                | —                | —                     | —                     | —                     | 1     | 0     | 0      |
| Atlético Rafaela Argentina      | Total club    | Total club    | 1     | 0     | 0      | 0                | 0                | 0                | 0                     | 0                     | 0                     | 1     | 0     | 0      |
| Argentinos Juniors Argentina    | 1.ª           | 2022          | 21    | 3     | 1      | 12               | 1                | 0                | —                     | —                     | —                     | 33    | 4     | 1      |
| Argentinos Juniors Argentina    | 1.ª           | 2023          | 19    | 0     | 0      | 4                | 0                | 0                | 4                     | 0                     | 0                     | 27    | 0     | 0      |
| Argentinos Juniors Argentina    | Total club    | Total club    | 30    | 3     | 1      | 16               | 1                | 0                | 4                     | 0                     | 0                     | 60    | 4     | 1      |
| Central Córdoba (SdE) Argentina | 1.ª           | 2024          | 1     | 0     | 0      | 11               | 1                | 1                | —                     | —                     | —                     | 12    | 1     | 1      |
| Central Córdoba (SdE) Argentina | Total club    | Total club    | 1     | 0     | 0      | 11               | 1                | 1                | 0                     | 0                     | 0                     | 12    | 1     | 1      |
| O. F. I. Creta F. C. · Grecia   | 1.ª           | 2024-25       | 26    | 8     | 5      | 7                | 4                | 1                | —                     | —                     | —                     | 33    | 12    | 6      |
| O. F. I. Creta F. C. · Grecia   | 1.ª           | 2025-26       | 0     | 0     | 0      | —                | —                | —                | —                     | —                     | —                     | 0     | 0     | 0      |
| O. F. I. Creta F. C. · Grecia   | Total club    | Total club    | 26    | 8     | 5      | 7                | 4                | 1                | 0                     | 0                     | 0                     | 33    | 12    | 6      |
| Total carrera                   | Total carrera | Total carrera | 82    | 16    | 6      | 34               | 6                | 2                | 4                     | 0                     | 0                     | 120   | 22    | 8      |
| 1. 2.                           |               |               |       |       |        |                  |                  |                  |                       |                       |                       |       |       |        |